# Gorzyń
Gorzyń – średniej wielkości wieś sołecka w Polsce położona w województwie wielkopolskim, w powiecie międzychodzkim, w gminie Międzychód. Miejscowość zlokalizowana jest przy skrzyżowaniu drogi krajowej nr 24 z drogą wojewódzką 160, 4 km na południe od Międzychodu. Gorzyń leży nad jeziorem Gorzyńskim, największym w gminie Międzychód zbiornikiem wodnym.

## Nazwa
Miejscowość była pierwotnie wsią związaną z Wielkopolską. Ma metrykę średniowieczną i istnieje co najmniej od pierwszej połowy XV wieku. Wymieniona została w łacińskim dokumencie datowanym na 1415 po obecną nazwą Gorzin, 1424 Gorzen, 1429 Gorzenya, 1437 Gorzeny, 1564 Gorzyn, 1881 Górzyn, 1921 Gorzyn.
Nazwa pochodzi od nazwy osobowej Gorzan formy słowiańskiego imienia Gorzysław lub od staropolskiego czasownika gorzeć czyli palić się.

## Historia
Miejscowość była początkowo wsią szlachecką należącą do przedstawicieli lokalnej szlachty wielkopolskiej z rodu Gorzeńskich, Gorzyńskich, którzy od nazwy wsi przyjęli odmiejscowe nazwisko. W 1429 wieś leżała w powiecie poznańskim Korony Królestwa Polskiego. W 1508 należała do parafii Kamionna.
W latach 1415–1437 jako właściciel we wsi odnotowany został Nikiel Gorzyński, który W 1424 toczył spór sądowy z Olbrachtem z Gorzynia. W 1432 toczył kolejną sprawę z synami Janem i Marcinem z Gorzynia. W latach 1424–1427 jako właściciela w Gorzyniu odnotowano również Olbrachta Gorzeńskiego, po ojcu herbu Przosna, a po matce Bogoria. W 1429 pełnomocnik podkomorzego kaliskiego Dobrogosta z Szamotuł złożył przed sądem dokument nabycia trzecich części miasta Kamionna, wsi Skrzydlewo oraz Gorzyń, zaś woźny sądu ziemskiego pozwał wszystkich, którzy by rościli sobie prawa bliższości do tych dóbr. Ponieważ nikt się nie zgłosił, sąd przyznał dokumentowi stałą moc prawną. W 1434 Jan z Kamionny zapisał żonie Jadwidze po 100 grzywien posagu i wiana na dwóch częściach swych dóbr w Kamionnie, Skrzydlewie i Gorzyniu.
W 1472 następuje podział dóbr po ojcu i matce pomiędzy braćmi Stanisławem ze Skrzydlewa, który otrzymał całą wieś Skrzydlewo, oraz braci niedzielnych Jana z Gorzynia plebana w Kamionnie oraz Marcina z Gorzynia, którzy otrzymują Gorzyń oraz 3 łany sołeckie w Skrzydlewie. Ostatni dwaj dokonują dalszego podziału, w którym dzielą się wsią Gorzyń po połowie. W 1477 Stanisław Skrzydlewski zapisał żonie Małgorzacie po 100 grzywien posagu oraz wiana na czwartych częściach Gorzynia, młyna oraz jezior i na 3 łanach, które sam uprawiał w Skrzydlewie. W 1485 sprzedał on Andrzejowi Koźla Gorzyckiemu (z Gorzycka koło Międzychodu) wpierw dwa łany osiadłe w Gorzyniu za 24 grzywny z zastrzeżeniem prawa wykupu, a następnie czwartą część Gorzynia za 190 grzywien.
Wieś odnotowana została w rejestrach podatkowych. W 1499 Gorzyń wymieniony został w wykazach zaległości podatkowych. W 1508 wieś zapłaciła wiardunki wojenne z 9 łanów, młyna o jednym kole wodnym. W 1563 miał miejsce pobór z 5 łanów, młyna korzecznika (czyli zasilanego nurtem rzeki) o jednym kole, karczmy dorocznej. W 1564 pobrano dziesięcinę z 8 łanów w Gorzyniu. W 1577 płatnikiem poboru ze wsi był Wojciech Gorzyński. W 1580 odbył się pobór podatkowy z części Jana Gorzyńskiego z 3 półłanków, 4 zagrodników, 2 komorników, a z części wdowy Gorzyńskiej od 4 półłanków, 2 zagrodników, komornika, od 45 owiec, jednego pasterza, dwóch kwart roli, młyna o jednym kole. Natomiast z części należącej do Macieja Gorzyńskiego od 2 półłanków oraz od jednego wolnego zagrodnika.
W 1580 wieś szlachecka Gorzyń położona była w powiecie poznańskim województwa poznańskiego w Rzeczypospolitej Obojga Narodów.
Wskutek II rozbioru Polski w 1793 wieś wraz z okolicą przeszła pod władanie Prus i jak cała Wielkopolska znalazła się w zaborze pruskim. W okresie Wielkiego Księstwa Poznańskiego (1815-1848) miejscowość należała do wsi większych w ówczesnym pruskim powiecie Międzyrzecz w rejencji poznańskiej. Gorzyń należał do okręgu międzychodzkiego tego powiatu i stanowił odrębny majątek, którego właścicielem był wówczas Harlem. Według spisu urzędowego z 1837 roku wieś liczyła 256 mieszkańców, którzy zamieszkiwali 18 dymów (domostw). Wzmiankowany był wówczas także Gorzyń młyn (1 dom, 6 osób).
W 1881 miejscowość jako Górzyn leżącą w powiecie międzychodzkim nad jeziorem Tredlem opisał XIX wieczny Słownik geograficzny Królestwa Polskiego. Podaje on trzy lokalizacje: miejscowość Górzyn, folwark Kozia oraz Gorzeński młyn. Miejscowość miała 3585 morg rozległości. Znajdowały się niej 22 domy, w których mieszkało 300 mieszkańców z czego 254 ewangelików oraz 46 katolików. Wymienionych zostało w miejscowości także 18 analfabetów. Znajdowały się w niej również dwie gorzelnie oraz urząd pocztowy trzeciej klasy.
21 grudnia 1939 o świcie na przejeździe kolejowo-drogowym w miejscowości doszło do wypadku, w wyniku którego podróżujący samochodem jedyny syn gauleitera Greisera Eckhardt zginął w zderzeniu z pociągiem wraz z 2 towarzyszącymi mu osobami. W miejscu tragedii postawiono w czasie wojny obelisk, który w 1945 został przez mieszkańców usunięty, a w jego miejscu do dziś znajduje się drewniany krzyż.

## Podział administracyjny
W latach 1954–1959 wieś należała i była siedzibą władz gromady Gorzyń, po jej zniesieniu w gromadzie Międzychód. W latach 1975–1998 miejscowość administracyjnie należała do województwa gorzowskiego.

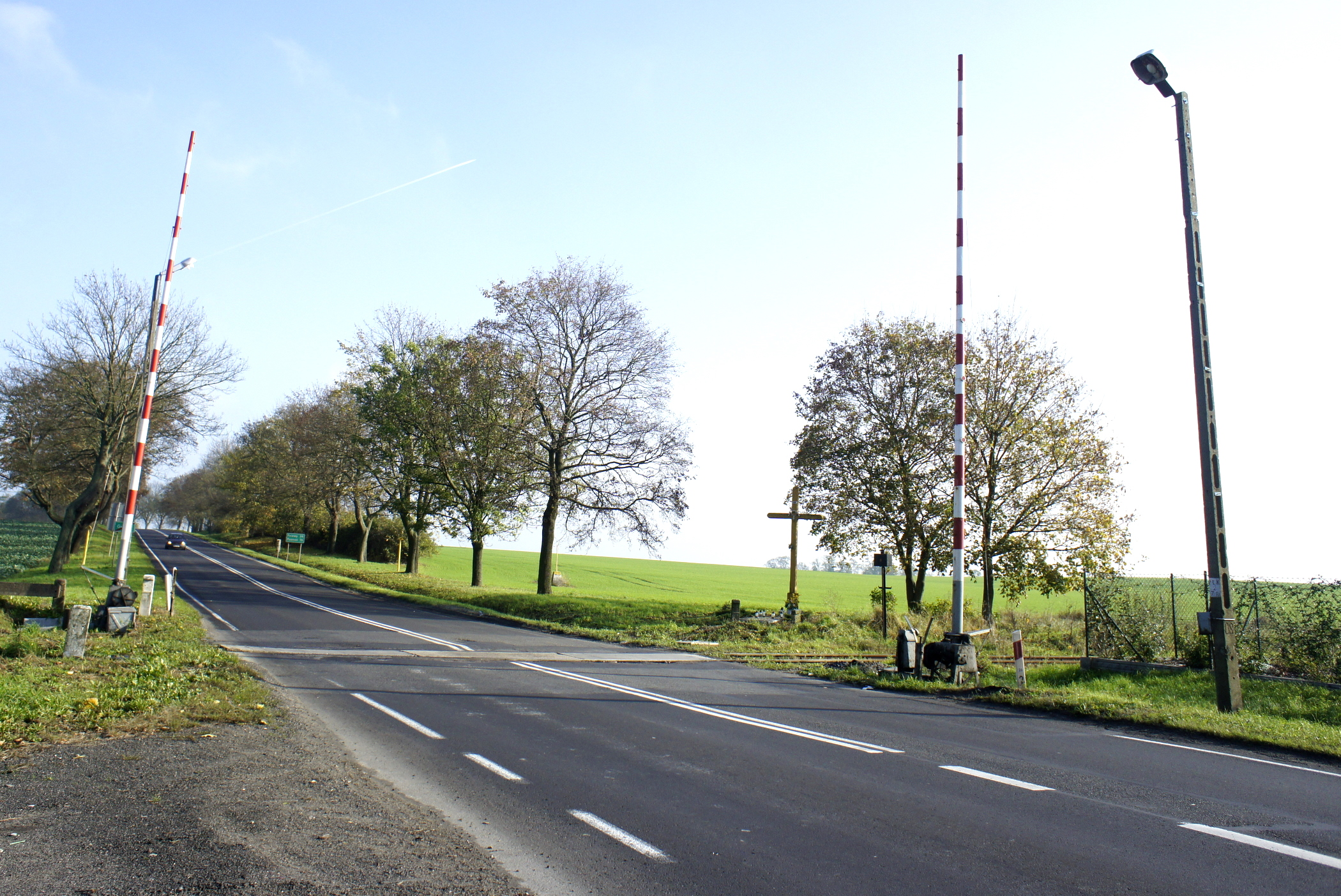
Przejazd kolejowo-drogowy na drodze nr 24
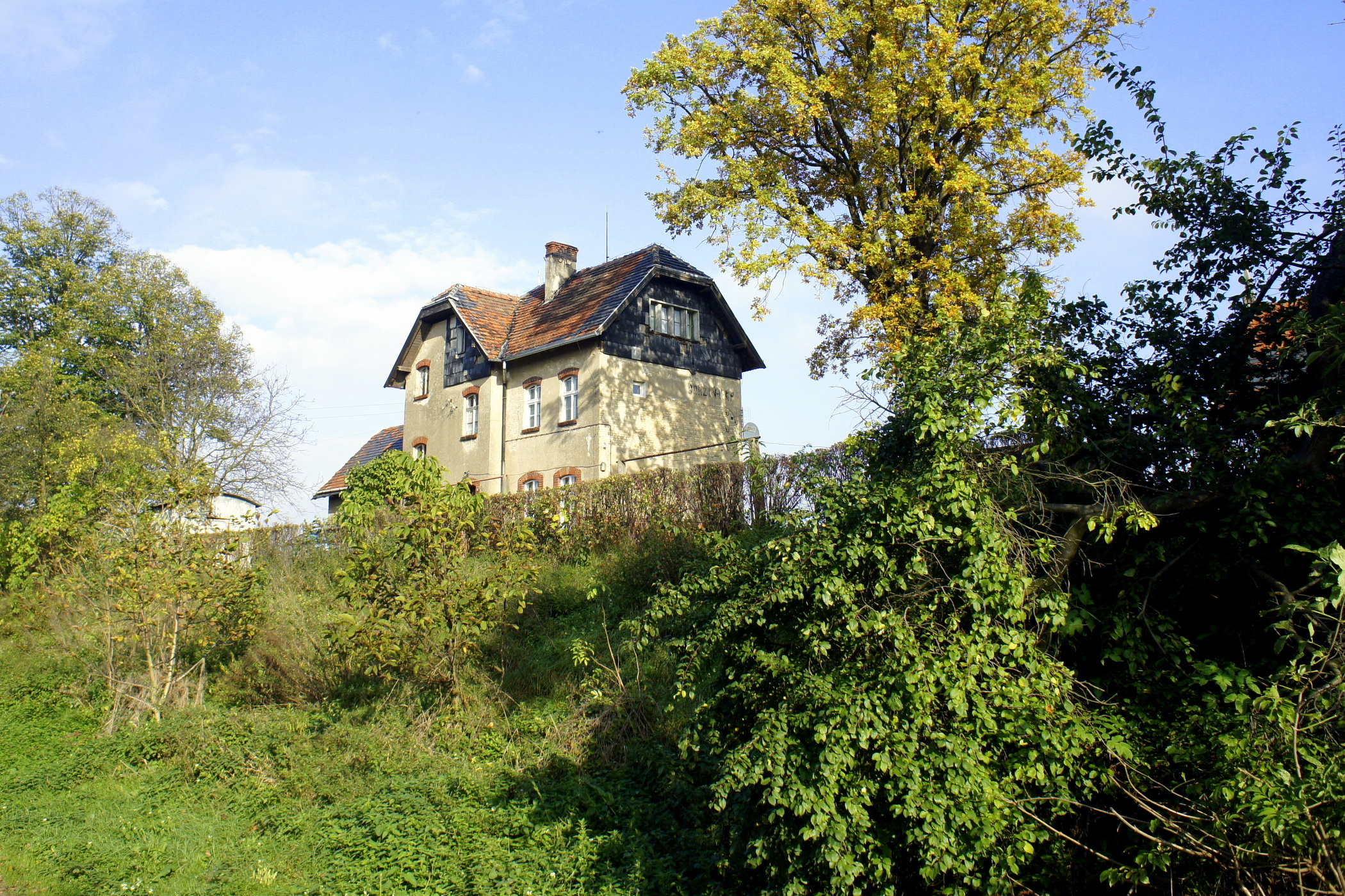
Były budynek dworca kolejowego